# Chalepini

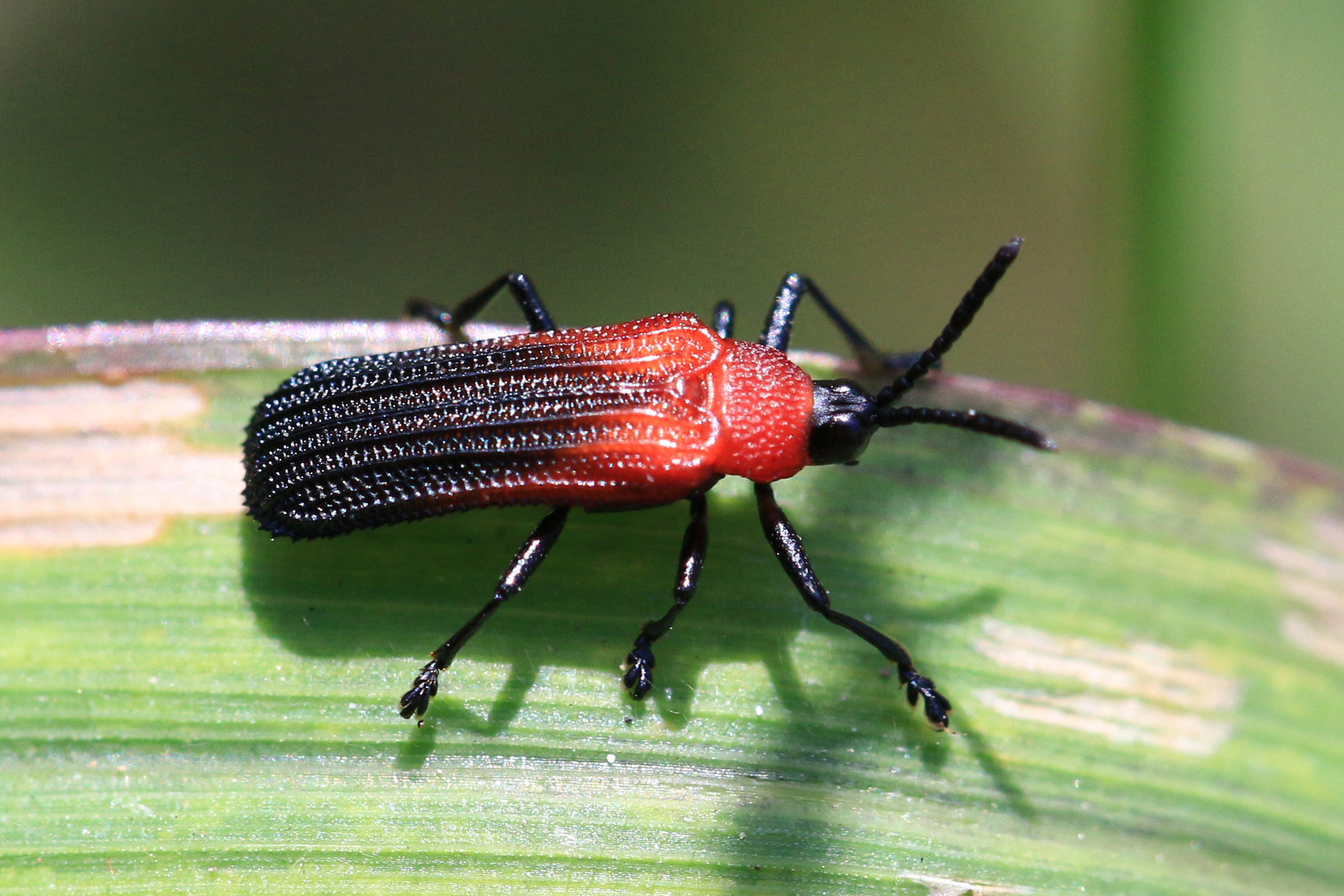
Жук Chalepus sanguinicollis

Chalepini (лат.) — триба жуков подсемейства щитоносок (Cassidinae) из семейства листоедов.

## Распространение
Встречается в Неотропике.

## Описание
Мелкие жуки-щитоноски вытянутой и слегка выпуклой формы. Усики из 3—11 члеников, утолщаются к вершине. Клипеус удлинённый, лабрум редуцированный, на переднебоковых углах пронотума есть туберкулы и трихоботрии, боковые края надкрылий зубчатые. Переднеспинка без выступающих вперёд боковых лопастей. Полифаги. Среди кормовых растений представители семейств: Agavaceae, Aristolocaceae, Betulaceae, Carpinaceae, Cecropiaceae, Celastraceae, Commelinaceae, Cornaceae, Ericaceae, Fabaceae, Malvaceae, Mimosaceae, Pandanceae, Piperaceae, Poaceae, Polygonaceae, Sapindaceae, Tiliaceae.

## Классификация
Около 50 рода и около 800 видов (вторая крупнейшая триба щитоносок). Включает кроме собственно Chalepini (около 25 родов и более 350 видов) бывшую трибу Uroplatini (около 35 родов и более 400 видов). Трибы Chalepini и Uroplatini были синонимизированы в 2001 году
(Riley et al., 2001; Staines, 2002), хотя некоторые авторы и позже рассматривали их как отдельные. Триба принадлежит к «хиспиновой» линии щитоносок (Hispinae) и её сближают с Hispoleptini и Sceloenoplini.
- Acanthodes Baly, 1864
- Acritispa Uhmann, 1940
- Agathispa Weise, 1905
- Anisochalepus Uhmann, 1940
- Anisostena Weise, 1910
- Baliosus Weise, 1905
- Bothrispa Uhmann, 1940
- Brachycoryna Guérin-Méneville, 1844
- Bruchia Weise, 1906
- Carinispa Uhmann, 1930
- Chalepispa Uhmann, 1955
- Chalepotatus Weise, 1910
- Chalepus Thunberg, 1805
- Charistena Baly, 1864
- Clinocarispa Uhmann, 1935
- Cnetispa Maulik, 1930
- Corynispa Uhmann, 1940
- Craspedonispa Weise, 1910
- Decatelia Weise, 1904
- Euprionota Guérin-Méneville, 1844
- Fossispa Staines, 1989
- Glyphuroplata Uhmann, 1937
- Goyachalepus Pic, 1929
- Heptachispa Uhmann, 1953
- Heptatomispa Uhmann, 1940
- Heptispa Weise, 1906
- Heterispa Chapuis, 1875
- Metazycera Chevrolat in Dejean, 1836
- Microrhopala Chevrolat in Dejean, 1836
- Mimoethispa Pic, 1927
- Nanocthispa Monrós and Viana, 1947
- Nonispa Maulik, 1933
- Octhispa Chapuis, 1877
- Octotoma Dejean, 1836
- Octuroplata Uhmann, 1940
- Odontispa Uhmann, 1940
- Odontota Chevrolat in Dejean, 1836
- Oxychalepus Uhmann, 1937
- Oxyroplata Uhmann, 1940
- Parvispa Uhmann, 1940
- Pentispa Chapuis, 1875
- Physocoryna Guérin-Méneville, 1844
- Platocthispa Uhmann, 1939
- Probaenia Weise, 1904
- Spaethispa Uhmann, 1939
- Stenopodius Horn, 1883
- Sternocthispa Uhmann, 1938
- Sternoplispa Uhmann, 1940
- Sternostena Weise, 1910
- Sternostenoides Monrós and Viana, 1947
- Stethispa Baly, 1864
- Sumitrosis Butte, 1969
- Temnochalepus Uhmann, 1935
- Temnocthispa Uhmann, 1939
- Uroplata Chevrolat in Dejean, 1836
- Xenochalepus Weise, 1910